# 雪白罌粟蝸牛
雪白罌粟蝸牛（學名：Carychium pessimum）是罌粟蝸牛屬的一種蝸牛，分布於日本、韓國（但只見於濟州）、臺灣（高雄、花蓮山區）與俄羅斯遠東地區的南部濱海地區（濱海邊疆區與庫頁島）落葉林底層潮濕的落葉層中，模式標本位於日本種子島，殼寬約0.8毫米、殼高約2.3毫米、螺層約有六層。
雪白罌粟蝸牛最早於1902年由美國生物學家亨利·奧古斯塔斯·皮爾斯布里描述發表，曾一度被視為同屬物種C. sibiricum的一種型態，不過其殼較後者的細長、狹窄。兩物種有時會出現在同一棲地